# Suzanne Valadon
Suzanne Valadon (Bessines-sur-Gartempe, 23 settembre 1865 – Parigi, 7 aprile 1938) è stata una pittrice, modella e circense francese, il cui vero nome era Marie-Clémentine Valadon.
È ricordata per essere stata la prima donna a dipingere un nudo maschile, nel 1909 nel suo famoso quadro Adamo ed Eva. La sua opera, che rappresenta scene del quotidiano, ha un approccio rivoluzionario verso la nudità, in quanto i corpi sono rappresentati privi di sensualità come dimostrato anche dal suo famoso autoritratto che fece a 66 anni.

## Biografia
Figlia naturale di una sarta, Madeleine Valadon, a servizio di una nobile famiglia della Limousenne, ancora bambina andò a vivere a Montmartre con la madre, la quale per sopravvivere, dovette accettare ogni tipo di lavoro. Prima di lavorare per il circo Mollier (la cosa non è sicura) come cavallerizza, iniziò una lunga serie di mestieri, fra i quali pasticciera, sarta, fiorista. A causa di una caduta dal trapezio nel corso di un'esibizione circense, dovette abbandonare anche quest'attività. Nel frattempo, però, già si cimentava nel disegno ritraendo vari soggetti, come gatti, cani e cavalli.
La sua bellezza attirò diversi artisti di cui divenne modella: Suzanne, osservandoli lavorare durante le pose, riuscì ad apprendere le loro tecniche. Fu la modella di Henri de Toulouse-Lautrec, Pierre-Auguste Renoir e Pierre Puvis de Chavannes, diventando anche l'amante di alcuni di loro. Toulouse-Lautrec la rinominò allora affettuosamente Suzanne, facendo riferimento alla Susanna biblica (Susanna e i vecchioni).
Nel 1883, a 18 anni, divenne madre di quello che poi sarà noto come Maurice Utrillo (la vera paternità rimase incerta finché, nel 1891, Miquel Utrillo, un artista catalano, firmò un documento legale in cui ne riconosceva la paternità, tuttavia non si sa se costui fosse effettivamente il padre). Nel 1893 iniziò una relazione con l'eccentrico musicista Erik Satie.
Nel 1894 Suzanne Valadon fu la prima donna ad essere ammessa alla Société Nationale des Beaux-Arts. Fu sempre una perfezionista: poteva infatti lavorare anche parecchi anni su una tela prima di esporla.
Degas fu il primo a riconoscere il talento pittorico della Valadon, la quale partecipò anche al Salon des Indépendants nel 1912 e sette anni dopo al Salon d'Automne. 
Fu la principale maestra del suo unico figlio, cui trasmise l'entusiasmo per la pittura e a cui suggerì di lavorare en plein air (all'aria aperta).
Nel 1896 sposò Paul Moussis, un agente di cambio, ma il matrimonio finì tredici anni dopo, nel 1909, quando, all'età di 44 anni, lasciò il marito per un pittore di 23 anni, André Utter, che poi sposò nel 1914. Quest'unione durò quasi 30 anni, e la si può vedere rappresentata in una delle sue tele più famose, Adamo ed Eva, nella quale André è Adamo mentre Suzanne è Eva.
Nel 1923 realizza uno dei suoi quadri più significativi, La camera azzurra, dove una donna, sdraiata su un letto e vestita con abiti ampi e confortevoli, fuma una sigaretta. Il soggetto del quadro rompe con il tema tradizionale della donna sdraiata in modo sensuale come nella Maja desnuda o nell'Olympia.
Nel 1935 suo figlio Maurice sposò Lucie Valore, che si dedicò con profitto alla gestione dell'attività pittorica del marito.
Suzanne morì il 7 aprile del 1938 e fu sepolta nel Cimitero parigino di Saint-Ouen.

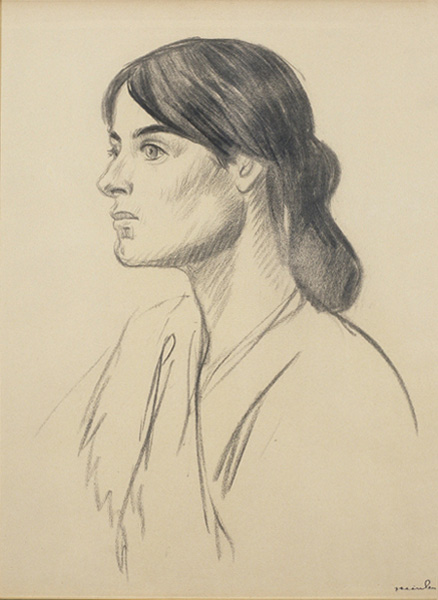
Suzanne Valadon ritratta da Steinlen

## Attività artistica
Suzanne Valadon fu un'artista autodidatta, che riprese temi del primitivismo da Gauguin ed elaborò in modo molto personale spunti tratti da Degas, Toulouse-Lautrec (Maurice Utrillo con la nonna e il cane, 1912; La coperta a righe, 1922). Successivamente si accostò ai fauves e ai cubisti.
Dipinse nature morte, mazzi di fiori e paesaggi; opere sempre notevoli per la forza della composizione e per i colori vibranti. Ma è conosciuta anche per i suoi nudi. Le sue prime esposizioni, però, all'inizio del 1890, mostravano principalmente ritratti, fra i quali uno di Erik Satie.

## Opere principali
- 1909: Adamo ed Eva, Centro Pompidou di Parigi
- 1912: La tireuse de cartes, Museo del Petit Palais di Ginevra
- 1914: Il lancio della rete, Museo di Belle Arti, Nancy
- 1922: Nudo con la coperta a righe, MAMVP, Parigi
- 1923: La chambre bleue, Museo di Belle Arti, Limoges

## Opere in veste di modella
- Renoir: Ballo in città; Ballo a Bougival
- Toulouse-Lautrec: Donna dai guanti neri; Postumi di sbornia; Al circo Fernando: cavallerizza

## Galleria d'immagini

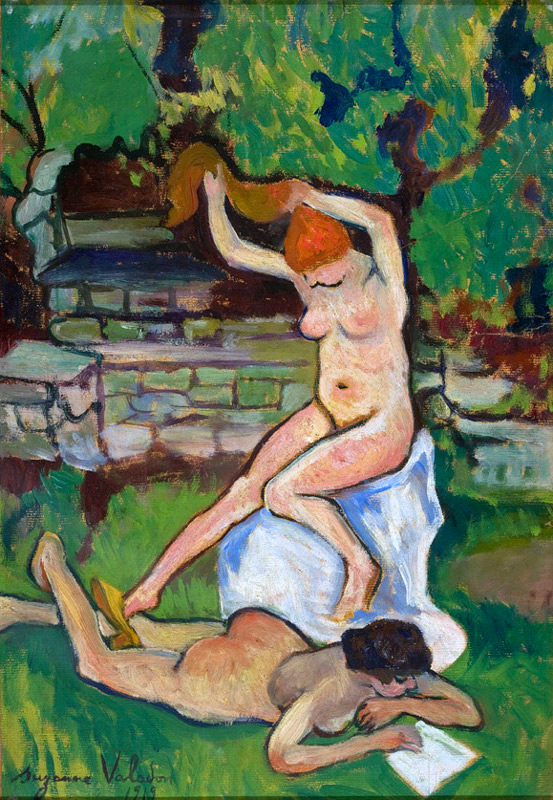
Nudi, 1919.
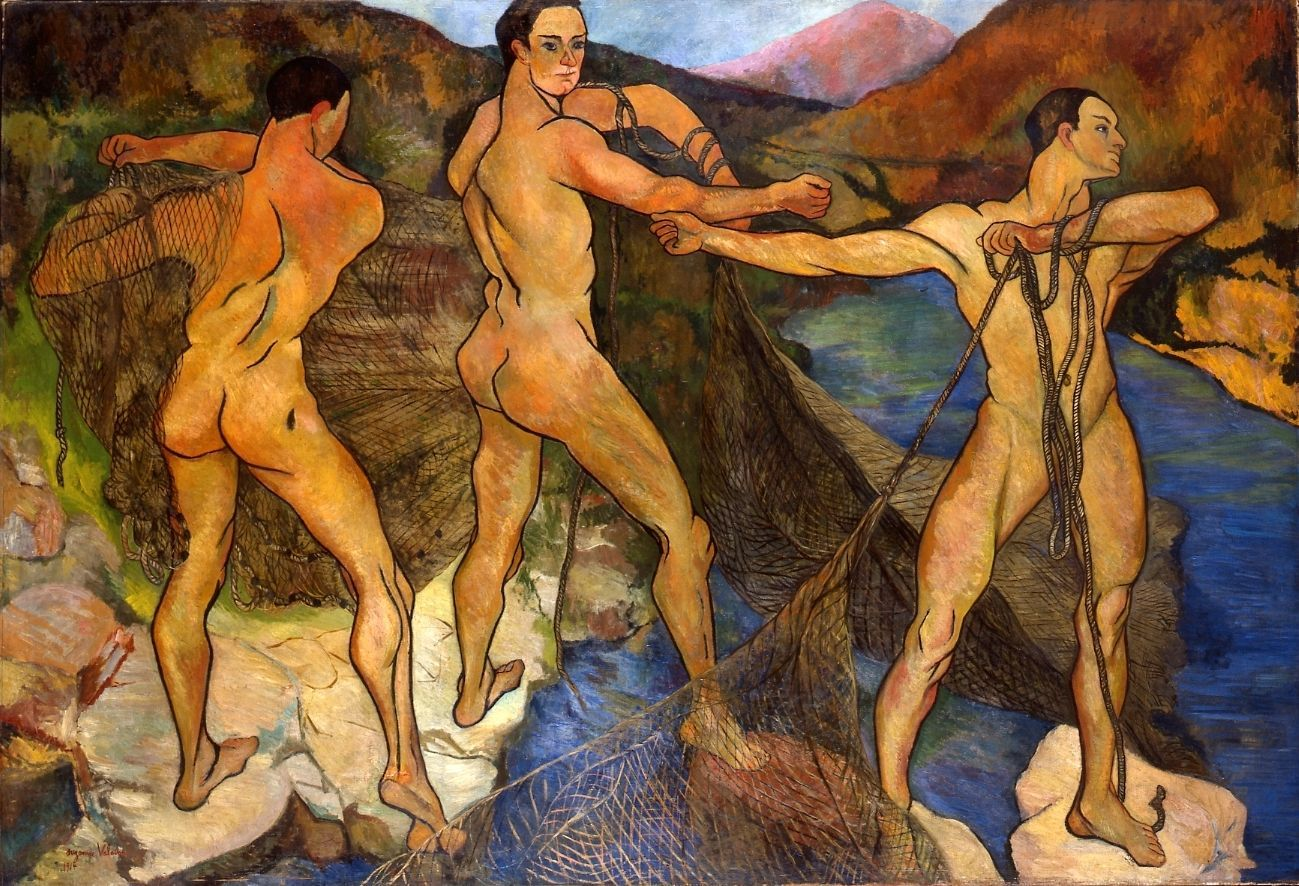
Il lancio della rete, 1914
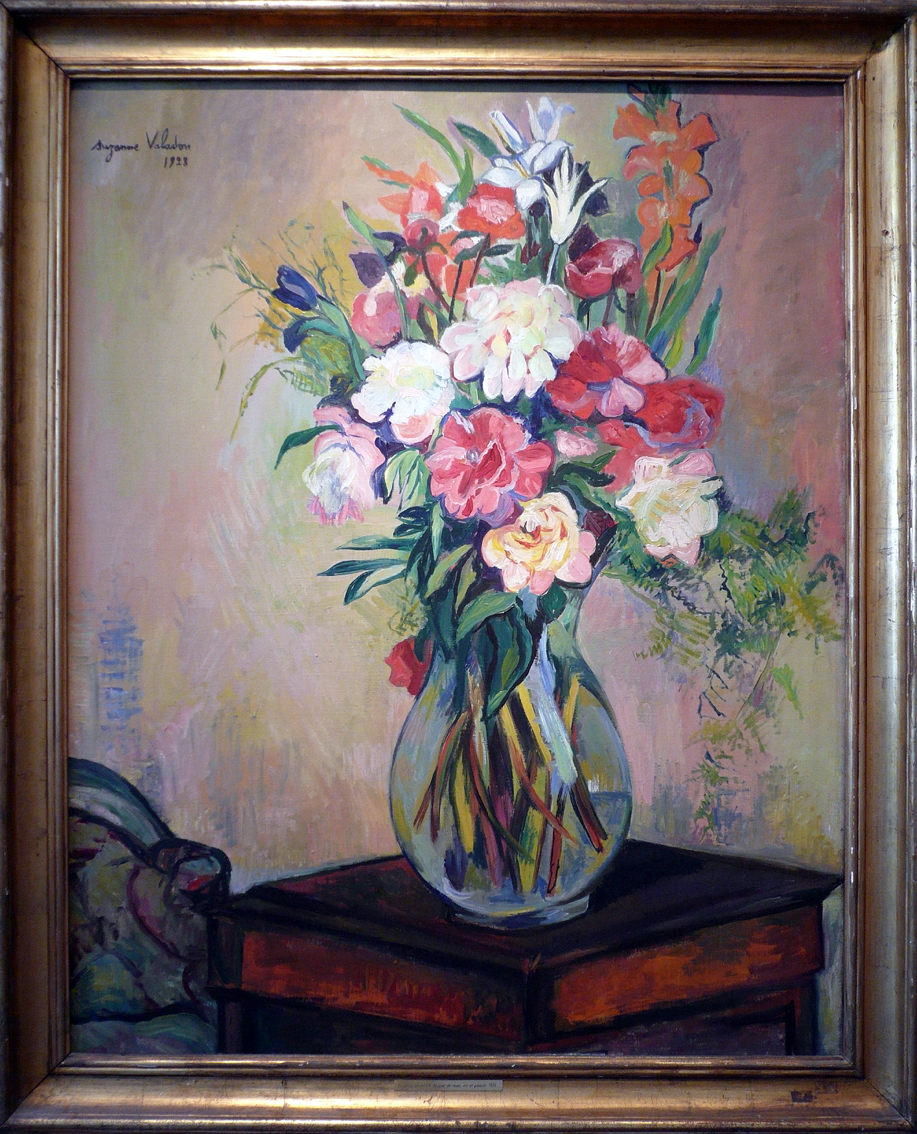
Vaso di fiori, 1928.
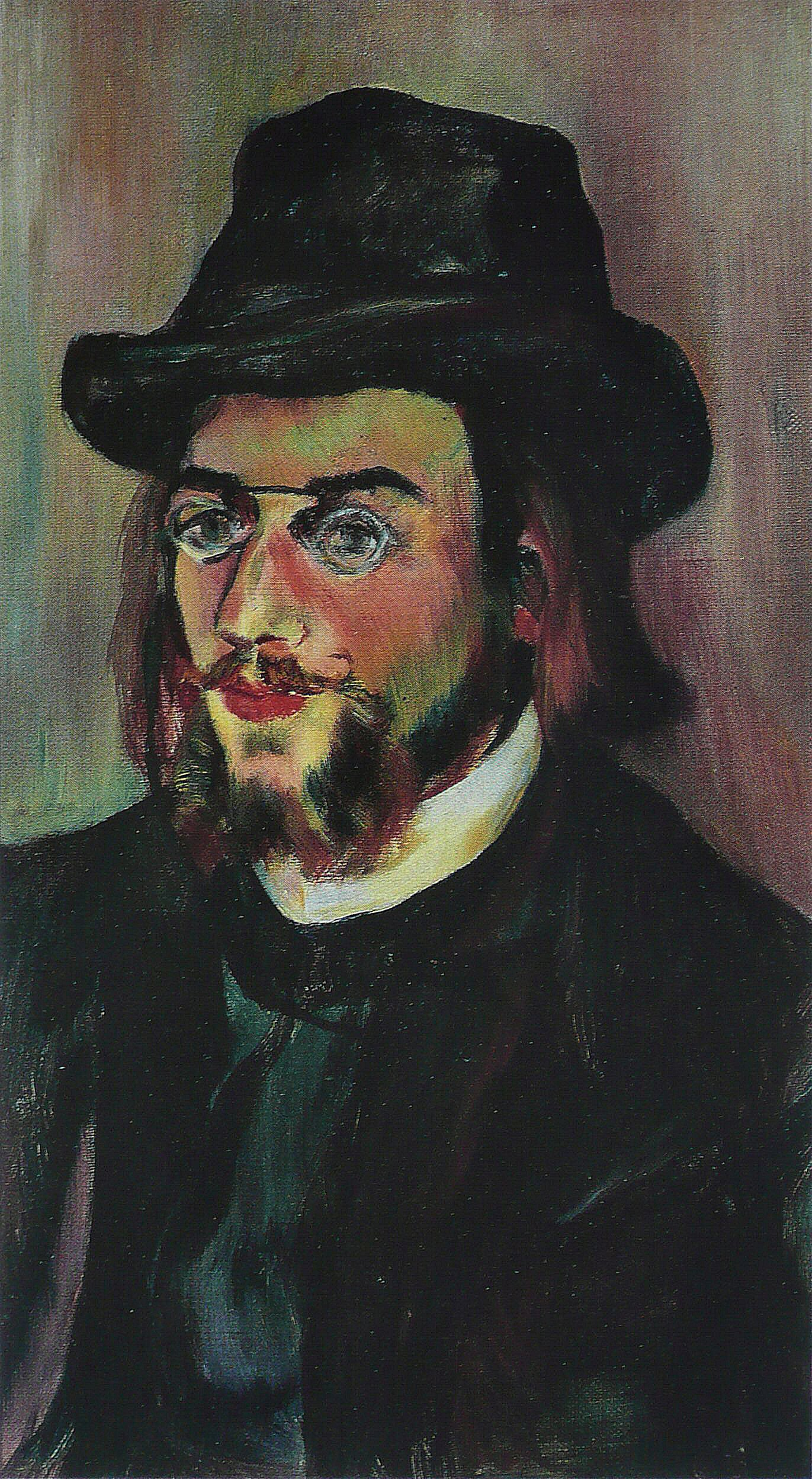
Ritratto di Erik Satie, 1893.
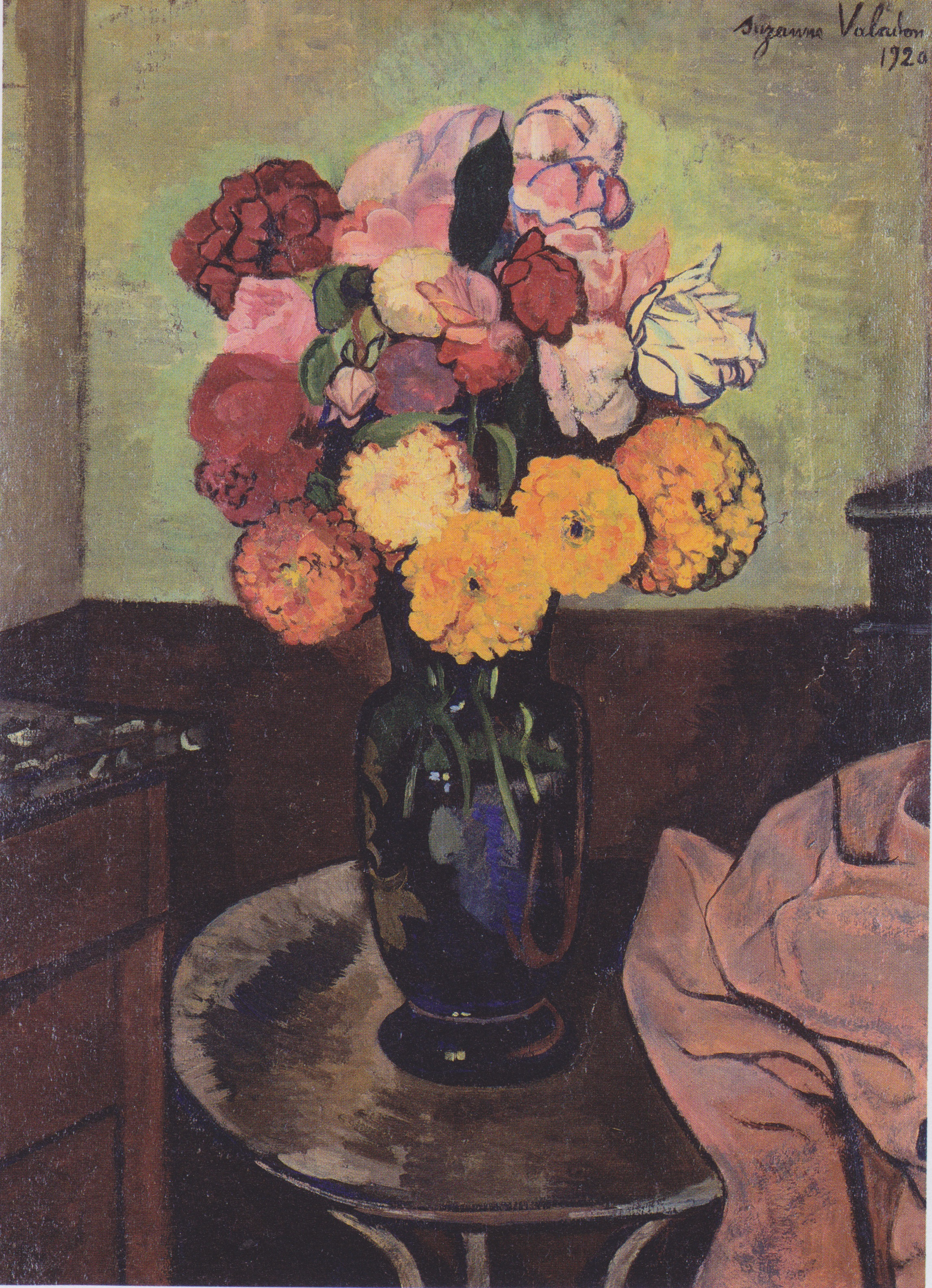
Vaso di fiori su un tavolo tondo, 1920.